# Murder with Mirrors
Murder with Mirrors is een televisiefilm uit 1985 onder regie van Dick Lowry. De film is gebaseerd op het boek They Do it with Mirrors van Agatha Christie en werd genomineerd voor een Primetime Emmy.
Helen Hayes speelt Miss Marple en Bette Davis speelt Carrie Louise Serrocold, een vriendin met wie ze als jongedame reisde door Italië. Haar gezondheid verslechtert erg en het is aan Miss Marple om te onderzoeken hoe dit is gebeurd.

## Rolverdeling
| Acteur             | Personage               |
| ------------------ | ----------------------- |
| Helen Hayes        | Miss Jane Marple        |
| Bette Davis        | Carrie Louise Serrocold |
| John Mills         | Lewis Serrocold         |
| Leo McKern         | Inspecteur Curry        |
| John Laughlin      | Wally Markham           |
| Dorothy Tutin      | Mildred Strete          |
| Anton Rodgers      | Dr. Max Hargrove        |
| Frances de la Tour | Miss Bellaver           |
| Tim Roth           | Edgar Lawson            |